# Masturbacja

Masturbacja poprzez stymulowanie swojego prącia

Masturbacja poprzez stymulowanie swojego sromu

Masturbacja – pobudzanie własnych narządów płciowych w celu wywołania u siebie pobudzenia seksualnego. Może, lecz nie musi, prowadzić do osiągnięcia orgazmu. Termin obejmuje stymulację za pomocą dłoni, przedmiotów codziennego użytku, a także za pomocą akcesoriów, takich jak wibratory czy sztuczne pochwy. Masturbacja odbywa się bez udziału partnera lub przy jego wyłącznie biernym udziale. Istnieje pojęcie wzajemnej masturbacji, które dotyczy sytuacji z aktywnym udziałem partnera.
Z badań wynika, że masturbacja jest powszechna wśród osób obu płci. Jest też uznawana przez naukę za normalny element seksualnej ekspresji człowieka. Zdrowe podejście do masturbacji czy, szerzej, własnej seksualności uznawane jest za ważny element zdrowia człowieka. Nie znaleziono związków przyczynowych między masturbacją a jakimikolwiek zaburzeniami fizycznymi czy psychicznymi.
Mimo to, ze względów kulturowych masturbacja często jest stygmatyzowana, tabuizowana lub traktowana jako wykroczenie przeciwko moralności. Choć przedstawiana jest w kulturze od najdawniejszych czasów, w XVIII i XIX wieku wielu teologów i lekarzy zaczęło uważać ją za czyn niemoralny i przyczynę wielu groźnych chorób psychicznych. Z czasem stała się wygodnym wyjaśnieniem dla wielu zaburzeń zdrowotnych o niewiadomej etiologii. Od końca XIX wieku pod wpływem badań naukowych nad seksualnością człowieka podejście to zaczęło zanikać, choć wiele religii nadal uznaje ją za czyn szkodliwy. Na przestrzeni wieków zmieniał się także status prawny masturbacji, obecnie w większości krajów dokonywanie jej w miejscu publicznym jest zabronione.
Masturbacja jest spotykana również w świecie zwierząt, zaobserwowano ją u wielu gatunków, zarówno żyjących w niewoli, jak i na wolności.

## Etymologia i terminologia
Termin masturbacja, wspólny dla wielu współczesnych języków europejskich, wywodzi się z łacińskiego czasownika masturbari o tym samym znaczeniu, jednak o niepewnym pochodzeniu. Wśród możliwych etymologii wymienia się niepoświadczoną w zachowanych tekstach łacińską nazwę penisa, grecki termin mezea (koine μέζεα) oznaczający genitalia, a także – również niepoświadczone w tekstach antycznych – łacińskie słowo *manusturpare (dosł. kalać dłonią), na podobieństwo terminu turbare (mącić, zakłócać).
Termin wszedł do polszczyzny z języka francuskiego. Ponieważ ma konotacje negatywne (jak wyżej wspomniano termin pochodzi z łaciny i tłumaczyć go należy jako kalać dłonią albo bezcześcić ręką) próbowano stworzyć i rozpowszechnić terminy o bardziej neutralnym zabarwieniu. Dlatego w użyciu jest wiele innych określeń, często gwarowych, eufemistycznych bądź dysfemistycznych. Jednym z synonimów jest nawiązujący do postaci biblijnego Onana termin onanizm. Jednak opowieść o biblijnym Onanie nie opisuje czynności autoerotycznych tylko raczej stosunek przerywany. W przeszłości, zwłaszcza w XIX i na początku XX wieku, w użyciu był także termin samogwałt o silnym zabarwieniu pejoratywnym, a także słowa ipsacja (z łac. ipse: sam, osobiście) i cheiromania.
W języku polskim pojawiało się wiele terminów wprowadzanych przez polskich autorów. Stanisław Kurkiewicz wprowadził termin „samieństwo” jednak oprócz publikacji tego autora, termin się nie przyjął. Na dłużej przyjął się termin ipsacja który okazywał się terminem najbardziej neutralnym. Dość popularnym terminem było też marnopłcenie oraz dużo rzadsze nijactwo.
Ze względu na negatywne nacechowanie powszechniej używanych terminów, niektórzy autorzy preferują użycie neutralnego określenia autostymulacja seksualna lub neologizmu samotny seks .

## Masturbacja u ludzi

### Częstotliwość, wiek i płeć
Z prowadzonych w ostatnich kilkudziesięciu latach badań wynika, że okresowo lub regularnie masturbuje się większość ludzkości.
Zachowania masturbacyjne pojawiają się zarówno u dzieci, jak i nastolatków, osób dorosłych czy osób w podeszłym wieku.
Badania wskazują, że masturbacja jest powszechna wśród starszych (powyżej 70 lat) kobiet (33%) i mężczyzn (46%) w Stanach Zjednoczonych. Respondenci w tym samym przedziale wiekowym podawali mniejszą częstość stosunków pochwowych, kobiety (22%) i mężczyźni (43%).
Choć konkretne dane różnią się pomiędzy badaniami, większość wykazuje zarówno większy odsetek masturbujących się wśród mężczyzn, jak i większą częstotliwość w porównaniu z masturbującymi się kobietami. Michael i współpracownicy (1994) stwierdzili, że osoby pozostające w związkach częściej masturbują się od osób niepozostających w związkach. W określonych sytuacjach odnotowano również zależność między deklarowaną częstotliwością samotnego seksu a rasą, religią, wiekiem czy wykształceniem badanych osób. Brak jest korelacji między faktem oddawania się zachowaniom autoerotycznym a faktem pozostawania bądź nie w trwałym związku: dla części osób masturbacja uzupełnia satysfakcjonujące relacje seksualne, dla innych zastępuje ich brak lub kompensuje brak satysfakcji.
Prowadzone na przełomie lat 40. i 50. badania Alfreda Kinseya pokazały, że przynajmniej raz w swoim życiu masturbowało się 92% mężczyzn i 62% kobiet. W opublikowanym w 2007 roku badaniu na reprezentatywnej grupie Brytyjczyków w wieku 16 do 44 lat do masturbacji przyznało się 95% mężczyzn i 71% kobiet, z czego, odpowiednio, 73% i 36,8% przyznało się do masturbacji w ciągu czterech tygodni poprzedzających badanie, a 53% i 18% – w ciągu ostatnich siedmiu dni. Z kolei internetowe wydanie Merck Manual podaje odpowiedzi twierdzące na pytanie o masturbację u 97% mężczyzn i 80% kobiet, z kolei w amerykańskim badaniu National Health and Social Life Survey z 1992 liczby te to, odpowiednio, 61 i 38%.
Jednocześnie poza światem zachodnim istnieją społeczności, w których zarówno sam akt autostymulacji seksualnej, jak i nawet osobne słowo na jego określenie w ogóle nie są znane. Zjawisko to zaobserwowano m.in. u zamieszkujących środkową Afrykę ludów Lese, Ngandu i Aka.
Jest prawdopodobne, że zachowania masturbacyjne wykazują już płody w łonie matki. W 1987 Israel Meizner zaobserwował podobne zachowanie płodu płci męskiej podczas badania ultrasonograficznego, niemal dekadę później włoscy ginekolodzy Giorgio Giorgi i Marco Siccardi zaobserwowali podczas badania USG płód żeński dotykający swoich narządów płciowych, a następnie doświadczający czegoś, co wyglądało na orgazm.
Bardzo małe dzieci w wieku ok. 3–5 lat masturbują się najczęściej mimowolnie we śnie lub na granicy snu. Następnie zazwyczaj następuje przerwa aż do okresu pokwitania. W wielu przypadkach masturbacja ma charakter zastępczy.

### Techniki

#### U mężczyzn

##### Stymulacja manualna

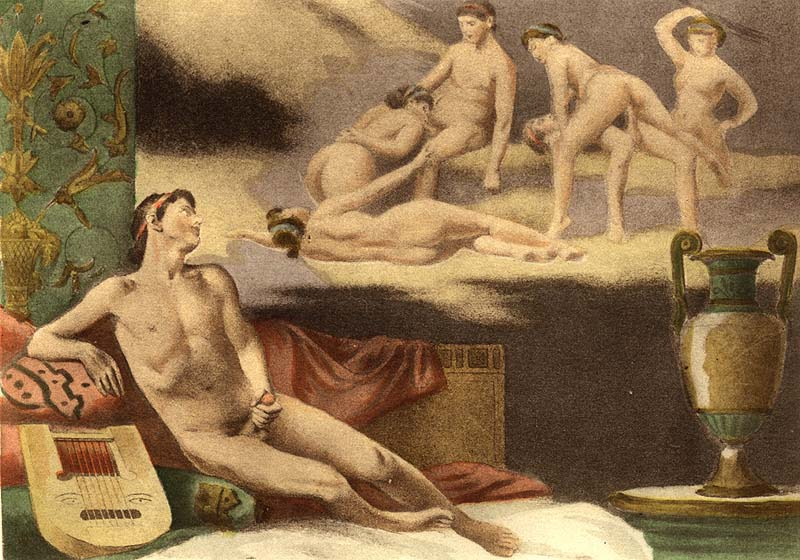
Jeden z obrazów z De figuris Veneris autorstwa Édouarda-Henriego Avrila. Przedstawia mężczyznę masturbującego się poprzez ręczną stymulację własnego penisa podczas fantazji seksualnych

Najczęstszą techniką masturbacji u mężczyzn jest stymulacja manualna penisa, polegająca na objęciu go luźno dłonią, a następnie poruszaniu dłonią w górę i w dół po żołędzi i trzonie penisa. Ten rodzaj stymulacji może prowadzić do orgazmu i wytrysku. Zakres ruchów dłoni i tempo stymulacji mogą się zmieniać w trakcie trwania danej masturbacji. Niektórzy mężczyźni mogą używać wolnej ręki do pieszczenia moszny i jąder, krocza i innych części ciała lub mogą trzymać obie ręce na członku. W niektórych przypadkach, aby uniknąć tarcia i podrażnień lub zwiększyć doznania seksualne, mężczyźni wybierają stosowanie lubrykantów lub śliny.
Niektórzy mężczyźni trzymają ręce nieruchomo, jednocześnie wykonując pchnięcia miednicą, aby symulować ruchy podczas stosunku seksualnego. Inni mężczyźni kładą się na brzuchu i delikatnie pocierają penisem o komfortową powierzchnię, taką jak materac lub poduszka.

##### Inne techniki
Masaż prostaty jest jedną z innych technik stosowanych do stymulacji seksualnej, która często prowadzi do orgazmu. Prostata jest czasami określana jako „męski punkt G” lub punkt P. Niektórzy mężczyźni mogą osiągnąć orgazm poprzez stymulację gruczołu krokowego, stymulując go za pomocą dobrze nawilżonego palca lub dildo włożonego do odbytu. Mężczyźni, którzy opisują doznania związane ze stymulacją prostaty, często podają opisy podobne do opisów kobiet dotyczących stymulacji punktu G. U niektórych mężczyzn stymulacja prostaty może wywoływać bardziej intensywne orgazmy niż stymulacja prącia. Stymulowanie prostaty od zewnątrz, poprzez nacisk na krocze, również może być przyjemne. Masturbacja analna bez stymulacji prostaty, za pomocą palców lub w inny sposób, jest również techniką, którą lubią niektórzy mężczyźni. Mięśnie odbytu kurczą się podczas orgazmu, więc obecność przedmiotu utrzymującego zwieracz w pozycji otwartej może wzmocnić odczuwanie skurczów i zintensyfikować orgazm.
Brodawki sutkowe mężczyzn są strefami erogennymi, a ich intensywna stymulacja podczas masturbacji może skutkować zwiększonym podnieceniem seksualnym. Inni mężczyźni mogą również używać wibratorów i innych akcesoriów erotycznych do stymulacji seksualnej. Takie urządzenie może być używane do stymulacji penisa i innych obszarów, takich jak moszna, krocze lub odbyt. Wśród innych zabawek seksualnych dla mężczyzn można wymienić sztuczne pochwy, w postaci fleshlightów, lalek erotycznych lub innych imitacji.

#### U kobiet

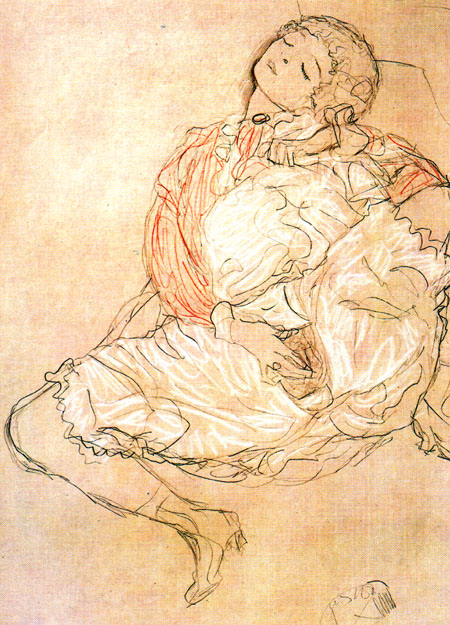
Kobieta masturbująca się poprzez ręczną stymulację własnego sromu („palcówka”) – obraz Gustava Klimta pt. „Kobieta siedząca z rozchylonymi udami” (1916)

Zarówno wczesne badania z przełomu XIX i XX wieku, jak i późniejsze prace Kinseya czy zespołu Masters i Johnson wskazują, że masturbacja u kobiet jest najskuteczniejszym sposobem na osiągnięcie orgazmu. Zarówno z badań prowadzonego przez Kinseya Institute of Sex Research, jak i z późniejszych wynika, że liczba technik dostępnych kobietom jest znacznie większa, jednak najczęściej stosowaną przez nie techniką masturbacji jest pobudzanie łechtaczki lub warg sromowych mniejszych. Technikę tę stosowało jako główną 84 proc. respondentek w badaniach. Dużo rzadziej respondentki wskazywały na ucisk warg sromowych większych, zaciskanie ud (ok. 10 proc.) czy inne metody, takie jak ręczna stymulacja pochwy czy piersi. Podobnie jak mężczyźni, kobiety stosują też czasami specjalne przyrządy do masturbacji – sztuczny członek, wibrator i inne. Niektóre osoby potrafią doprowadzić się do orgazmu stymulując inne części ciała, a nawet dokonując aktu masturbacji jedynie grą wyobraźni (w badaniach Kinseya zadeklarowało to 2% kobiet).

##### Stymulacja manualna
Stymulacja manualna podczas masturbacji u kobiet polega na głaskaniu lub pocieraniu sromu, zwłaszcza łechtaczki, palcem. Czasami jeden lub więcej palców może być włożony do pochwy, aby pocierać jej przednią ścianę, gdzie można znaleźć punkt G.

##### Inne techniki
Do stymulacji pochwy i łechtaczki można również używać akcesoriów do masturbacji, takich jak wibrator, dildo lub kulki waginalne. Wiele kobiet pieści swoje piersi, lub stymuluje sutki wolną ręką, a niektóre lubią także stymulację analną. Podczas masturbacji czasami używa się lubrykantu, zwłaszcza gdy w grę wchodzi penetracja, ale nie jest to powszechne i wiele kobiet uważa, że ich naturalne nawilżenie jest wystarczające.

#### Wzajemna masturbacja
W podobny sposób do masturbacji (tymi samymi technikami naśladującymi elementy kopulacji) mogą również pieścić się nawzajem partnerzy, czyli uprawiać petting.

### Zagrożenia
Masturbacja najczęściej nie powoduje chorób fizycznych. Nie ma naukowych dowodów na związek przyczynowo-skutkowy pomiędzy masturbacją a jakimkolwiek zaburzeniem psychicznym. Nadmierne lub kompulsywne zachowania seksualne są postrzegane jako raczej objaw, a nie przyczyna. Jest traktowana jako normalne zachowanie pojawiające się na wszystkich etapach życia człowieka.
Zagrożenia związane z masturbacją pojawiają się w dwóch przypadkach. W sytuacji, w której osoba uzależni się od masturbacji albo kiedy praktyki masturbacyjne połączone są z zachowaniami zagrażającymi zdrowiu albo życiu. Kompulsywna, częsta masturbacja (kilka lub więcej razy dziennie) może być jednym z objawów erotomanii lub uzależnienia seksualnego. Sytuacją patologiczną, jak w przypadku wszystkich zachowań w seksuologii, jest taka, w której zablokowana jest możliwość realizacji seksualności w naturalny sposób, bądź gdy dochodzi do dysproporcji pomiędzy seksualnością a osobowością jednostki (np. sytuacja uzależnienia od masturbacji).
W niektórych przypadkach masturbacja może zostać zakwalifikowana jako objaw chorobowy. Przykładowo wśród starszych pacjentów, którzy nie są świadomi dotykania swoich narządów płciowych, bywa jednym z możliwych objawów tzw. syndromu obcej ręki.

### Korzyści
W niektórych badaniach wskazano prozdrowotne skutki masturbacji. Wstępne wyniki badań sugerują, że masturbacja u mężczyzn może ograniczyć ryzyko zachorowania na raka prostaty (analogiczne działanie może zachodzić między karmieniem piersią a rakiem piersi u kobiet) oraz przyczyniać się do polepszenia jakości spermy. Przeprowadzone badania naukowe dowiodły, że masturbacja zakończona orgazmem wzmacnia męski układ odpornościowy poprzez większą produkcję leukocytów.
Masturbacja u kobiet może przynosić korzyści w postaci ochrony przed zakażeniami szyjki macicy poprzez zwiększanie kwasowości wydzieliny pochwy i usuwanie złuszczonych komórek z szyjki macicy. Uważa się, że masturbacja jest najbezpieczniejszą aktywnością seksualną chroniącą przed chorobami przenoszonymi drogą płciową.
W niektórych przypadkach masturbacja bywa zalecana przez seksuologów jako element terapii seksualnej, między innymi przy leczeniu przedwczesnego wytrysku.

## Masturbacja u innych zwierząt

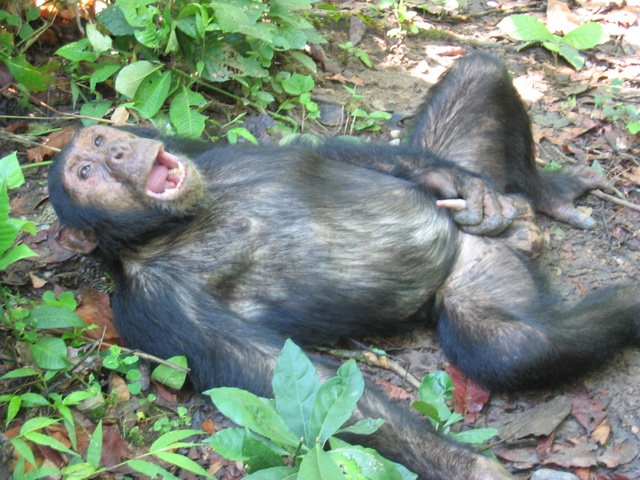
Masturbujący się samiec Szympansa

Zachowania autoerotyczne zaobserwowano u wielu gatunków zwierząt, zarówno u samców, jak i u samic, tak w przypadku braku partnera seksualnego, jak i w sytuacjach, w których partnerów jest pod dostatkiem. Jak odnotowuje Bruce Bagemihl, autor monografii na temat homoseksualizmu i niereprodukcyjnych zachowań seksualnych w świecie zwierząt, zachowania autoerotyczne są wśród zwierząt powszechne: 

Stosują one wiele kreatywnych technik, w tym stymulacji genitalnej za pomocą dłoni czy łap (naczelne, lwy), stóp (naczelne, wampiry), płetw (morsy) czy ogonów (pawiany gwinejskie). Czasem towarzyszy jej stymulacja sutków (rezusy, bonobo). Jeszcze inne praktykują autofellatio, lizanie, ssanie lub trącanie nosem własnych penisów (szympansy, pawiany gwinejskie, werwety, saimiri, owce jukońskie, nahury górskie, kawie); stymulację penisa poprzez uderzanie bądź ocieranie o własny brzuch (jelenie wirginijskie i czarnoogonowe, zebry i konie Przewalskiego); spontaniczną ejakulację (owce dzikie, guźce i hieny cętkowane); a także stymulację genitaliów za pomocą przedmiotów (obserwowane u naczelnych i waleni).

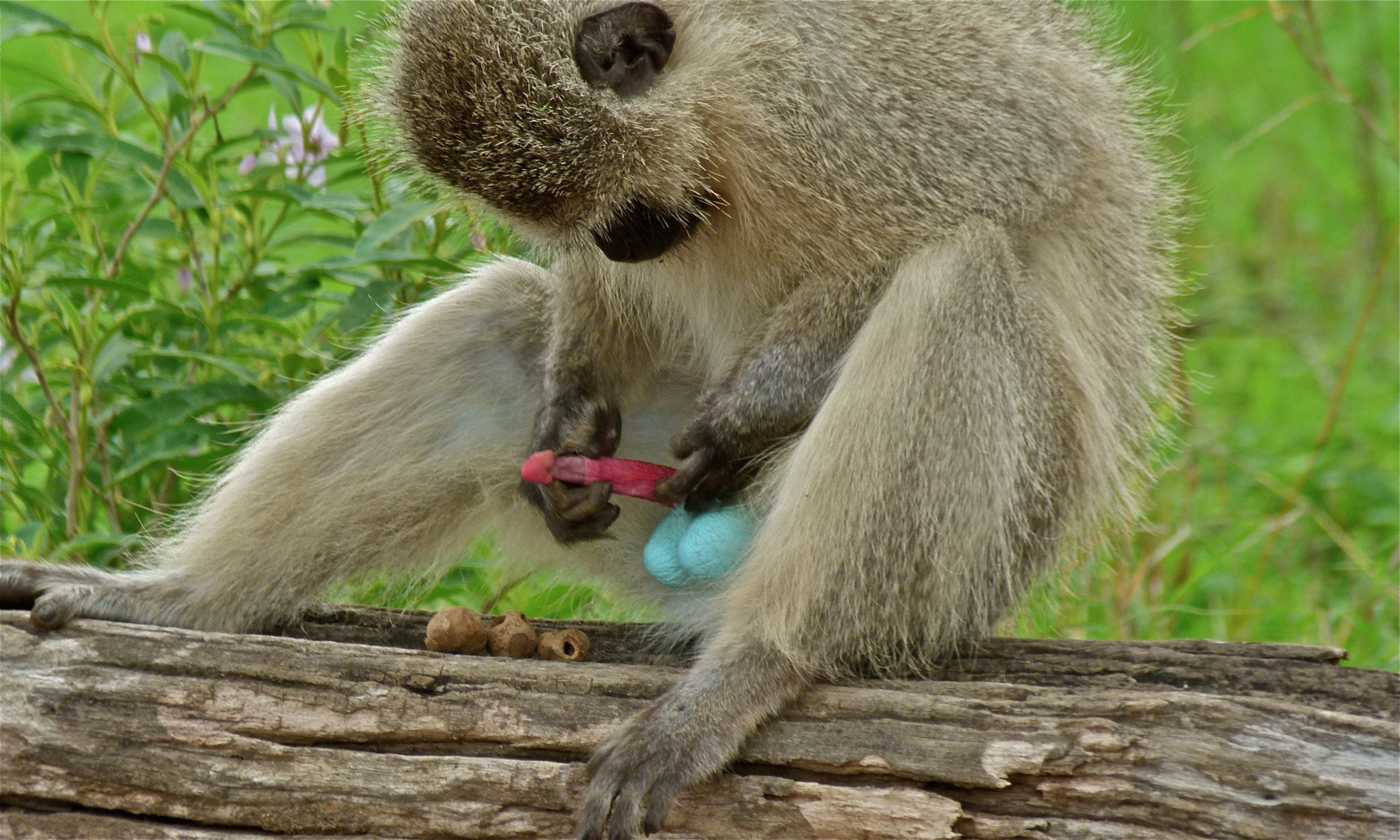
Masturbujący się samiec kotawca sawannowego

Zachowania takie odnotowano także m.in. u afrowiórek, psów, jeleni, nosorożców, makaków japońskich i innych małp czy koni. U samców tych ostatnich występująca regularnie erekcja połączona z rytmicznymi i regularnymi ruchami prącia, ocieraniem go lub uderzaniem nim o brzuch występują regularnie, choć rzadko wiążą się z wytryskiem nasienia. W przeszłości uważano takie zachowania za aberracje wynikające z błędów w chowie, lub za dawanie upustu seksualnej frustracji. Uważano także, że masturbacja u ogierów ogranicza ich zdolności rozrodcze, czego jednak nie potwierdziły badania naukowe. Obecnie uważa się ją za normalne zachowanie ogierów. Kastracja nie wpływa na zanik takiego właśnie realizowania potrzeb seksualnych, czego dowodzi jej występowanie także u wałachów.
U kóz zaobserwowano umiejętność autofellatio, z kolei samice fretek i niedźwiedzi podczas rui z braku partnera zadowalają się masturbacją za pomocą kamienia lub innego twardego przedmiotu. Z przedmiotów nieożywionych korzystają także ptaki i delfiny, a niektóre naczelne wykonują specjalne proste narzędzia służące jedynie stymulacji seksualnej. Zaobserwowano również wzajemną masturbację u hien oraz u trzymanych w niewoli słonic.

## Historia odbioru kulturowego masturbacji

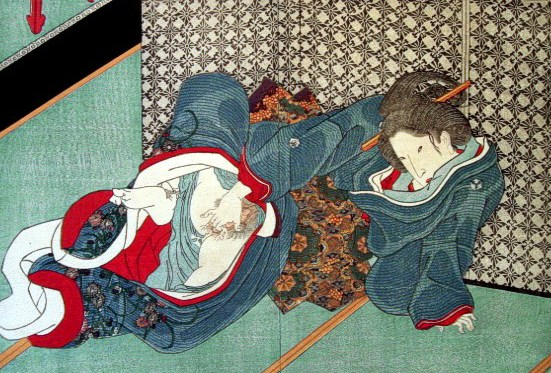
Praca Kunisady z XIX wieku

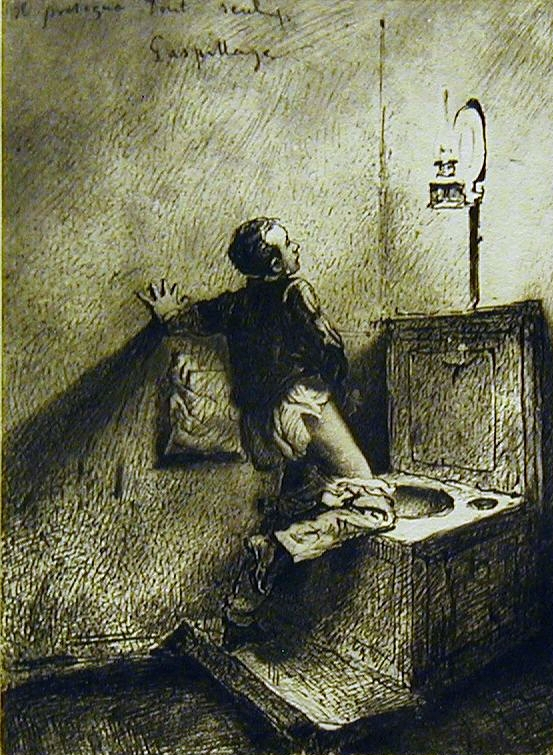
Grafika Michaela von Zichy z 1911 r.

Choć w przeszłości zachowania autoerotyczne bywały w wielu kulturach uznawane za „nieczyste”, współcześnie masturbacja uważana jest przez naukę za normalną praktykę seksualną wśród ludzi.
Masturbacja była przez długi czas uważana za dewiację.

### Historia antyczna i średniowieczna
Przedstawienia męskiej i żeńskiej masturbacji znajdują się na malowidłach skalnych z całego świata. Na podstawie najwcześniejszych źródeł pisanych uważa się, że starożytni Sumerowie mieli bardzo luźne podejście do seksu. Powszechnie wierzyli, że masturbacja zwiększa potencję seksualną, zarówno mężczyzn, jak i kobiet, i często angażowali się w nią, zarówno sami, jak i ze swoimi partnerami. Mężczyźni często używali oleju puru, specjalnego oleju prawdopodobnie zmieszanego ze sproszkowaną rudą żelaza w celu zwiększenia tarcia. Masturbacja była postrzegana również jako akt stworzenia, a w mitologii sumeryjskiej wierzono, że bóg Enki stworzył rzeki Tygrys i Eufrat, masturbując się i wytryskując do ich pustych koryt. Starożytni Egipcjanie również uważali masturbację bóstwa za akt stworzenia; wierzono, że bóg Atum stworzył wszechświat, masturbując się do wytrysku.
W kulturze greckiej poglądy medyków co do masturbacji były podzielone od najstarszych czasów. Od Hipokratesa (V wiek p.n.e.) wywodzi się pogląd, że nadmierne używanie rozkoszy seksualnych wiedzie do wielu schorzeń. Było to uwarunkowane ówczesnym stanem wiedzy, a zwłaszcza błędnymi poglądami co do powstawania i roli nasienia w ustroju człowieka. Hipokrates sądził, że nasienie zbiera się i oddziela z całego ciała, a przede wszystkim z głowy. Widać tu wpływ Demokryta na poglądy Hipokratesa, który przyjął teorię pangenezy sprzeczną z poglądami Alkmeona i Hippona. Hipokrates przyjmował także istnienie nasienia kobiety.
W starożytności uważano nasienie za najważniejszy humor (ciecz, płyn) ożywiający ciało, utrata musiała więc powodować poważne zaburzenia. Nasieniu przypisywano działanie, jakie w ustroju mają hormony wydzielane przez jądra, jego utrata implikowała więc zaburzenia, jakie następują wskutek wypadnięcia działania wewnątrzwydzielniczego jąder.
Za nasienie uważano wówczas każdy wyciek z cewki moczowej, m.in. ropne wycieki na tle zapaleń nieswoistych i rzeżączkowych, stąd objawy tych chorób uważano za następstwa utraty nasienia. Hipokrates opisał choroby pochodzące z lubieżności (m.in. z masturbacji) pod nazwą wyniszczenia grzbietowego:
Choroba ta napada lubieżników i niszczy im mlecz, czyli stos pacierzowy. Nie mają oni gorączki i chociaż dobrze jedzą, chudną i niszczeją. Zdaje im się, jakby mrowie z głowy wzdłuż pacierza im zstępowało. Ile razy na stolec lub z uryną idą, sok nasienny bardzo rozrzedzony tracą. Nie są zdolni do płodzenia i przez sen częstokroć lubieżne uczynki spełniają. Przechadzki, zwłaszcza po przykrych drogach, dech im odejmują, osłabiają ich, nabawiają szumu w uszach i ciężkości głowy. Na ostatek gorączka kończy ich życie.
Epikur uważał nasienie za cząstkę duszy i ciała. Hippon z Samos, filozof i fizyk, twierdził, że nasienie pochodzi z rdzenia kręgowego, a każdy upust nasienia powoduje ubytek części rdzenia kręgowego. Drżenie ciała, jakie występuje w czasie orgazmu i wytrysku nasienia, uznawano za zjawisko podobne do drgawek padaczkowych, skąd wyprowadzano wniosek, że orgazm miał wywoływać zaburzenia psychiczne. Stąd powstało mniemanie, że czynności seksualne, kończące się wytryskiem i orgazmem, mogą powodować wystąpienie zaburzeń psychicznych. Następstwem tych spekulacji były próby leczenia padaczki poprzez kastrację. „Choroba” ta rozpoznawana była jeszcze na przełomie XIX i XX wieku.
W starożytnym Rzymie stosowano aparaty, które miały na celu zachowanie czystości i zapobieganie masturbacji (a także w ogóle wytrysku nasienia). Caelius Aurelianus, jeden z najwybitniejszych lekarzy, zalecał przykładanie w okolicy lędźwiowej cienkich płyt ołowianych, aby utrudniać pobudzenie narządów płciowych.
Duże znaczenie dla oceny zdrowotnych następstw masturbacji i wszystkich innych form aktywności seksualnej miał pogląd Galena, że opróżnianie się organizmu z nasienia jest zdrowe i konieczne. Ma to związek z obawami Galena, że zatrzymywane nasienie rozkłada się w organizmie i wywołuje szkodliwe następstwa, w wyniku zatrucia.
Epoka średniowieczna, charakteryzująca się tendencjami ascetycznymi, upatrywała w ograniczeniu seksu nie tyle konieczność społeczną, ile w ogóle ideał moralny. Stąd też wszelkie czynności płciowe, m.in. masturbacja (o ile nie służyły celowi rozmnażania się), były uważane za grzeszne i potępiane.

### XVIII wiek: „szaleństwo masturbacyjne”
Przed XVIII wiekiem niemal nie pojawiały się publikacje wskazujące na rzekome negatywne następstwa zachowań autoerotycznych. Jednocześnie podejście ówczesnych ludzi nauki, kleru, lekarzy czy pedagogów do masturbacji było głęboko zakorzenione w teologii chrześcijańskiej: dowodzono, że skoro dziecko skażone jest grzechem pierworodnym, konieczne jest surowe wychowanie mające wyeliminować wszelkie przejawy zepsucia, za jakie uznawano między innymi masturbację, mającą być objawem choroby moralnej, fizycznej i mentalnej. Stąd popularność w świecie zachodu rozmaitych kampanii antymasturbacyjnych.
Jednym z pierwszych tekstów opisujących rzekomo zgubne następstwa medyczne masturbacji był anonimowy pamflet Onania wydany około 1716 w Londynie. Pierwotnie pomyślany jako traktat krytykujący „onanię” z perspektywy ruchów wspierających czystość wśród chrześcijan, z każdym kolejnym wydaniem wzbogacany był o nowe argumenty i rzekome dowody: pierwsze wydanie miało 60 stron, szesnaste już 194, dodano do niego także suplement o objętości kolejnych 142 stron. Autor skopiował w nim listę podawanych przez wcześniejszych autorów objawów różnych chorób wenerycznych dowodząc, że dotykanie genitaliów w celu innym niż higiena bądź oddawanie moczu może u mężczyzn prowadzić do duszności, wymiotów, biegunki, rzeżączki, priapizmu, zwiotczenia mięśni i stulejki, zaś u kobiet m.in. do bezpłodności. Dzieło stało się bestsellerem (sprzedano przeszło 50 tysięcy egzemplarzy) i w krótkim czasie doczekało się przynajmniej 19 wznowień, zarówno na Wyspach Brytyjskich, jak i w Ameryce, przetłumaczono je także m.in. na niemiecki. Wielu historyków podkreśla, że był to pierwszy traktat krytykujący masturbację z pozycji medycznej i „naukowej”, a nie tylko moralnej i religijnej, oraz swoisty kamień milowy w tworzeniu się świeckiej moralności. Wiele późniejszych prac na ten temat, czy to medycznych, czy pedagogicznych bądź teologicznych, powielało schemat stworzony przez anonimowego autora Onanii, włącznie z długą listą – często przeciwstawnych – dolegliwości, które masturbacja miała powodować.
Kolejnym kamieniem milowym było opublikowane w 1760 dzieło lekarza z Lozanny Samuela Tissota Onanizm albo dysertacja medyczna o chorobach wywoływanych przez masturbację. Według niego masturbacja miała być jedną z przyczyn dwóch trzecich znanych medycynie chorób, jest ona bowiem przyczyną szaleństwa wywołanego przez zwiększony dopływ krwi do mózgu, ale także impotencji, niepłodności, suchot, hipochondrii, epilepsji, reumatyzmu, ślepoty i głuchoty, rzeżączki i żółtaczki, zaparć, hemoroidów i wrzodów żołądka, uszkodzenia płuc, prącia i macicy, niedorozwoju umysłowego (także u potomstwa), zaburzeń lękowych, skłonności do przemocy, nimfomanii, trądziku i wysypek, bezsenności, zaniku prącia lub wypadnięcia macicy, homoseksualizmu, wreszcie przedwczesnej śmierci lub samobójstwa. Remedium na masturbację miało być przyjmowanie wody żelazistej i chininy, zimne kąpiele, dbałość o zdrowy tryb życia, spokojny sen i czystość myśli, a także ćwiczenia fizyczne. Dzieło Tissota odbiło się szerokim echem w świecie, a jego podstawowe tezy spopularyzował m.in. Jean-Jacques Rousseau w swoim traktacie Emil, czyli o wychowaniu. W wielu krajach w ślad za publikacją książki szwajcarskiego lekarza nastąpił nagły wysyp prac na ten temat, dzięki którym przekonanie o zgubnych skutkach masturbacji zostało trwale zaszczepione w społeczeństwie. W krajach niemieckich powstał nawet osobny nurt literatury przestrzegającej przed nimi. W ciągu kilkudziesięciu kolejnych lat w publicznym dyskursie w wielu krajach zjawisko masturbacji przejęło rolę praktycznie wszystkich krytykowanych we wcześniejszych epokach występków przeciw moralności, mianem tym zaczęto określać praktycznie wszystkie zachowania seksualne podczas których nie dochodziło do penetracji.
Jednocześnie istnienie związku między masturbacją a szaleństwem zdawały się potwierdzać doświadczenia lekarzy pracujących w powstających w tej epoce przytułkach dla obłąkanych: coraz częściej trafiali do nich pacjenci oddający się masturbacji często i bez skrępowania, uznano zatem, że istnieje związek między pobudzaniem układu nerwowego w ten sposób a przeładowaniem bodźcami i uszkodzeniem mózgu.
Wywiedzione z dzieła Tissota i późniejszych obserwacji przekonanie o istnieniu szaleństwa masturbacyjnego, czyli swoistej choroby psychicznej wywoływanej przez oddawanie się samotnemu seksowi, przyjęło się bardzo szybko i przetrwało jako powszechny wśród lekarzy przesąd przez ponad wiek.

### XIX wiek: masturbacja jako objaw zaburzeń psychicznych
W kolejnym stuleciu większość psychiatrów i lekarzy wciąż hołdowała przekonaniu o szkodliwości masturbacji, jednak nieco zmieniło się podejście do niej: częściej niż rzekome efekty somatyczne, miała ona wywoływać choroby psychiczne lub też być ich objawem. Sądowi temu hołdowało wielu spośród najwybitniejszych lekarzy swojej epoki, jak np. Benjamin Rush, Henry Maudsley, Jean-Étienne Dominique Esquirol czy Claude François Lallemand. Aktywny w latach 30. XIX wieku amerykański reformator opieki medycznej (a przy tym pastor prezbiteriański) Sylvester Graham rozpropagował w Stanach Zjednoczonych przekonanie, że każda stymulacja, tak emocjonalna, jak i fizyczna, potencjalnie prowadzi do patologii i zapalenia, które następnie miało się przenosić poprzez system nerwowy na inne części ciała. Jego zdaniem pobudzanie układu nerwowego w ten sposób nieuchronnie prowadziło do uczynienia z ofiary „idioty o zapadniętych, pustych i szklistych oczach, o zeschniętym obliczu, o bezzębnych dziąsłach pokrytych wrzodami, śmierdzącym oddechu, złamanym i słabym głosie, wychudzonym, karłowatym i pokrzywionym ciele, niemal wyłysiałej głowie pokrytej ropnymi wrzodami; przedwcześnie postarzałego człowieka o złamanym ciele i zrujnowanej duszy”.
Szczególnie szkodliwa miała być masturbacja wśród niepełnoletnich, z której wywodzono rozmaite patologie i dewiacje; pogląd ten współgrał z silną wiarą w to, że stanem naturalnym dla dzieci i młodzieży jest aseksualność i „niewinność”. Richard von Krafft-Ebing dowodził na przykład, że większość dewiacji w życiu dorosłym bierze się z nadmiernego zainteresowania własną seksualnością w wieku dziecięcym, we wczesnym okresie swojej działalności w pogląd ten wierzył także Sigmund Freud. Lekarze wierzyli także, że samotny seks może wywoływać m.in. gruźlicę i choroby serca.
W drugiej połowie wieku nasiliły się tendencje do aktywnej walki z masturbacją, zwłaszcza że sprawa przybrała wymiar paniki moralnej. John Harvey Kellogg zalecał na przykład zakładanie metalowych klatek broniących dostępu do genitaliów, krępowanie rąk czy rażenie stref intymnych prądem elektrycznym. Inni lekarze zalecali walkę z masturbacją wśród młodzieży za pomocą m.in. obrzezania u mężczyzn i klitoridektomii lub kauteryzacji łechtaczki u kobiet. Popularne były także urządzenia mające zadawać ból w razie wystąpienia wzwodu lub rozmaite wariacje na temat pasa cnoty dla kobiet, które miano oduczyć zachowań autoerotycznych.
Także w drugiej połowie wieku duża część europejskich psychiatrów uważała, że masturbacja może być zarówno objawem wielu groźnych chorób, jak i przyczyną innych; dopatrywano się w niej na przykład jednej z przyczyn histerii.
Jednocześnie jednak zaczęto ją uważać za jedno z niewielu – poza zamążpójściem – możliwych lekarstw na „kobiecą histerię”, którą od czasów antycznych uważano za powiązaną z brakiem aktywności seksualnej. Jako że autoterapię w tym względzie uważano za niezmiernie szkodliwą, usługi stymulacji kobiecych stref erogennych, aż do osiągnięcia „paroksyzmu histerycznego” zaczęli masowo oferować lekarze, położne, właściciele zakładów wodoleczniczych czy pielęgniarki. W ostatniej dekadzie XIX wieku pojawiły się na rynku także pierwsze elektryczne wibratory – i błyskawicznie zyskały wielu zwolenników wśród lekarzy. Choć ci nadal zakazywali masturbacji, zalecali pacjentkom uskarżającym się na histerię, neurastenię czy blednicę „masaż podbrzusza”.
Dopiero w końcu XIX wieku prace Alberta Molla, Sigmunda Freuda, Carla Gustava Junga, Williama Sterna i Charlotte Bühler zaczęły określać seksualność jako normalny element dzieciństwa; w konsekwencji zaczął także zmieniać się stosunek lekarzy do masturbacji wśród dzieci i młodzieży, a ostatecznie także i dorosłych.

### XX wiek
Mimo zmiany podejścia u niektórych psychiatrów i odejścia od wiązania masturbacji z dolegliwościami psychicznymi i somatycznymi przez dużą część lekarzy, do lat 40. XX wieku przekonanie o szkodliwości masturbacji pozostawało w świecie kultury zachodniej powszechne. Niektórzy autorzy uznawali (za Freudem) za naturalne jej występowanie wśród dzieci, jednak przyzwolenie na podobne zachowania w wieku dorosłym było wciąż niewielkie. Sytuację diametralnie zmieniły opublikowane na przełomie lat 40. i 50. prace Alfreda Kinseya, którego zespół przebadał seksualność przeszło 10 tysięcy Amerykanek i Amerykanów. Spośród nich do masturbacji przyznawało się 92% mężczyzn i 62% kobiet. Co równie ważne, 84% kobiet przyznawało się do stymulacji łechtaczki, czyli zachowania, które wcześniej – również za Freudem – uważano za mniej dojrzałe w stosunku do pobudzania pochwy. Publikacja prac Kinseya przyczyniła się do uznania zachowań autoerotycznych za normalne i do znacznego osłabienia społecznej stygmatyzacji wiązanej z masturbacją. Trudno było bowiem twierdzić, że poza jakkolwiek rozumianą normą mieści się olbrzymia większość społeczeństwa.
W ciągu kolejnych dziesięcioleci temat samotnego seksu coraz częściej stawał się obiektem badań seksuologów, psychologów, psychiatrów, ale także historyków czy socjologów.